# Laceratore
I laceratori aprisacco sono una classe di trituratori che ha caratteristiche costruttive e di funzionamento diverse dai trituratori industriali propriamente detti.
I fabbricanti ne danno definizioni omogenee in cui ricorrono principalmente tre concetti:
- azione di strappo
- riduzione volumetrica
- apertura dei sacchi

Quantunque vengono impiegati in particolar modo nel primo trattamento dei rifiuti solidi urbani (l’apertura dei sacchi), quando la necessità di vagliatura e separazione del rifiuto (da qui il concetto di riduzione volumetrica), manuale o automatica che sia, viene prima della fase di triturazione vera e propria.
Alcuni fabbricanti utilizzano la denominazione laceratori aprisacco o anche trituratori laceratori, identificando un unico prodotto, altri diversificano i laceratori dagli aprisacco, pur mantenendo le medesime finalità. La pagina approfondisce il funzionamento dei primi, limitandosi ad una più generica indicazione come laceratori.

## Caratteristiche costruttive
Costruttivamente i laceratori hanno le medesime caratteristiche dei trituratori e sono soggetti alle stesse prescrizioni per la sicurezza, secondo i requisiti della norma UNI EN 12012-1:2018 (per quanto la norma non faccia esplicito riferimento a questa classe di macchinari):
- una camera di taglio
- due rotori (alberi porta-lame)
- un dispositivo di alimentazione
- un piano di carico ed un'area di scarico

La motorizzazione, o azionamento che si voglia definire, è funzione della potenza e quindi il mercato offre sia prodotti azionati direttamente da motori elettrici che nella versione idraulica con pompa e motori idraulici.
La differenza principali tra le due tipologie di macchinari è negli alberi porta-lame o più precisamente nelle lame (coltelli) e nella loro disposizione sugli alberi.
È proprio questa differenza, origine dello scopo precipuo cui devono ottemperare, che li differenzia dai trituratori industriali e determina un processo di triturazione diverso da questi ultimi.

## Processo di lacerazione
Se la triturazione è il processo attraverso il quale il trituratore taglia il materiale, ciò non trova riscontro nella lacerazione.
I rifiuti urbani indifferenziati vengono raccolti e convogliati, con l'ausilio dei mezzi compattatori, alle piattaforme di trattamento e si presentano perlopiù nei ben noti sacchi grigi o nei sacchi gialli per la plastica.
Trattare i sacchi dei rifiuti direttamente nei trituratori farebbe in modo di ottenere un macinato non omogeneo nel materiale, in quanto i sacchi possono contenere diversi tipi di materiali.
Da qui la necessità di avere un macchinario che consenta di aprire i sacchi (lacerare), effettuare una prima cernita (vagliatura) che permetta di separare i materiali. La lacerazione è lo scopo appunto dei laceratori.